# Linear Alquil Benzeno Sulfonato de Sódio
Linear Alquil Benzeno Sulfonato de Sódio (LAS) é um tensoativo aniônico biodegradável que é usado como componente ativo do detergente doméstico de lavar louças. Possui uma longa porção apolar, e um pequeno grupo polar. Cerca de 85% da utilização do LAS compõe-se de detergentes para limpeza doméstica.
Antes do LAS passar a ser utilizado em grande escala, na década de 1960, empregavam-se os BAS como detergentes, os quais, por terem muitas ramificações em sua estrutura química, tinham biodegradação lenta, gerando muita espuma nos rios e usinas de tratamento de esgoto. A biodegradação do LAS, a propósito, é o mais importante processo de degradação do LAS, sendo insignificantes a degradação química, a hidrólise, e a fotodegradação.
O LAS, por ser um surfactante, é considerado tóxico, a toxicidade dos surfactantes está relacionada com o tipo de grupamento polar e com o comprimento da cadeia alquila apolar. Cadeias alquílicas maiores podem causar efeitos mais severos provocando destruição da membrana celular e desnaturação de proteínas. (DELFORNO, 2011).

## Produção
A matéria prima para a produção do LAS é o Alquilbenzeno Linear (LAB). Este é obtido através de reação de alquilação Friedel-Crafts entre o benzeno com olefinas lineares ou haletos de alquilas. A seguir, o LAB é transformado em LAS através do processo de sulfonação (incompleta).
A produção de 1 tonelada de LAS consome: 841 kg de óleo não-refinado, 100 kg de enxofre, e 99 kg de cloreto de sódio, com consumo de 61 GJ de energia. Para efeito comparativo, a produção de 1 tonelada de sabão requer entre 1.500 e 1.850 kg de óleos vegetais e/ou animais, 1.000 kg de cloreto de sódio, e consome de 9 a 54 GJ, a depender do tipo de matéria-prima que se use na produção. Tanto a produção de LAS, quanto a de sabão, tem suas vantagens e desvantagens, um em relação ao outro.

## Impactos ambientais
Alguns impactos ambientais são a diminuição da concentração de elementos necessários para a vida aquática, por ex., o oxigênio dissolvido, devido à diminuição da tensão superficial água/ar; diminuição da permeabilidade da luz, por manter as partículas presentes em suspensão; aumento da concentração de compostos xenobióticos, como PCBs e PAHs presentes no sedimento, por solubilização micelar inibindo assim sua degradação; Galão da Massa formação de espuma e consequente inibição dos processos de autodepuração dos cursos d’água e disseminação de impurezas, danificação das membranas celulares e desnaturação de proteínas. Para organismos aquáticos, a toxicidade aguda de LAS varia entre 1,7mg/L a 270 mg/L, sendo Daphnia magna a mais sensível (VERGE & MORENO, 2000). (PENTEADO et al., 2006).
Uma concentração de 40 a 60mg/L de LAS podem interferir na reprodução e crescimento de invertebrados do solo e apresentar efeitos agudos ao plâncton de água doce, além de bactérias e crustáceos. Segundo esses mesmos autores concentração média de 530mg LAS/Kg de massa seca a 16.000mg LAS/Kg de massa seca em lodo de esgoto, em curto prazo, desencadeou inibição da atividade biológica no solo (Venhuis & Mehrvar, 2004).
Plantas expostas ao LAS apresentaram as membranas das células radiculares destruídas, alterações na permeabilidade e nos processos fisiológicos e fotossintéticos. Concentrações entre 5 a 10 mg LAS/Kg não geraram problemas na germinação e crescimento de plantas hidropônicas ou em outros meios de cultivo. No entanto, para valores mais elevados, entre 10 a 40 mg LAS/Kg, foram observados efeitos tóxicos (MIEURE et al., 1990).

## Métodos de Remedição
A remoção de LAS pode ocorrer pela combinação de três processos: precipitação, biodegradação e adsorção.(Human and Environmental Risk Assesment, 2010)
A principal forma de remoção é a degradação microbiana, geralmente em torno de 80% (PAINTER & ZABEL, 1989)
Precipitação e adsorção em sólidos suspensos podem representar de 30 a 70% (BERNA et al., 1989).

## Biodegradabilidade
O LAS é um tensoativo considerado biodegradável por apresentar níveis de remoção na ordem de 98 a 99%. Níveis altos de biodegradação (97 a 99%) têm sido encontrados em sistemas de tratamento de efluentes usando processos aeróbicos. A biodegradação do LAS ocorre devido à atividade metabólica de certos micro-organismos. Vários fatores interferem na biodegradação do LAS, tais como concentração de oxigênio dissolvido, complexação com tensoativos catiônicos provenientes, por ex., de amaciantes de roupa, formação de sais insolúveis de cálcio e magnésio, presença de outros nutrientes orgânicos e variação do pH durante a degradação aeróbica. A biodegradação pode ser dividida em duas etapas.
Na primeira, ocorre a quebra da cadeia hidrofóbica do tensoativo, provocando um aumento na concentração micelar crítica. Essa modificação estrutural do tensoativo altera suas propriedades, diminuindo alguns de seus efeitos indesejáveis no meio ambiente, tais como a formação de espumas. 
Na segunda etapa, os produtos resultantes da degradação são transformados em CO2, água e sais minerais. O principal mecanismo de biodegradação aeróbico do LAS envolve a degradação da cadeia alquílica, seguida do grupo sulfonato e, finalmente, do anel aromático. A quebra da cadeia alquílica é iniciada com a oxidação do grupo metila terminal transformando-se através da oxidação enzimática (oxidação ω) em álcool, aldeído e, posteriormente, em ácido carboxílico (Figura 3). Por sua vez, o ácido carboxílico é submetido à oxidação β que é catalisada por enzimas alcano mono-oxigenase e deidrogenases (PENTEADO et al., 2006).